# Alpes de Mürzsteg
Les Alpes de Mürzsteg ou Alpes de Mürztal sont un massif des Préalpes orientales septentrionales. Il s'élève en Autriche (limite entre la Basse-Autriche et le land de Styrie) et tient son nom de Mürzsteg, une localité au cœur des montagnes.
Le Hohe Veitsch est le point culminant du massif.

## Géographie

### Situation
Le massif est entouré par les Alpes de Türnitz au nord, les Alpes de Gutenstein au nord-est, Rax et Schneeberg à l'est, les montagnes à l'est de la Mur au sud-est et le massif du Hochschwab à l'ouest.

### Sommets principaux

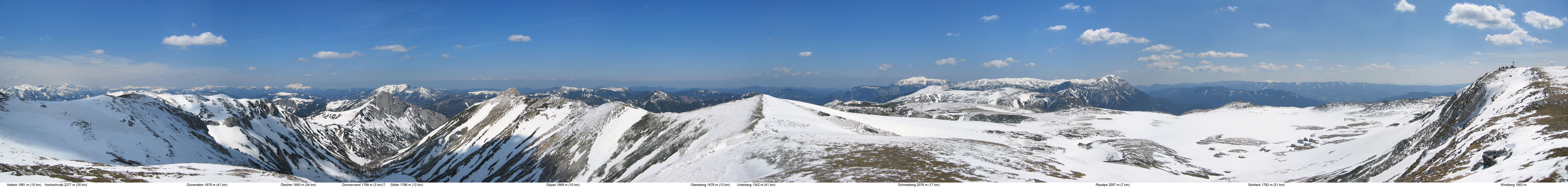
Panorama depuis le chaînon de Schneealpe

- Hohe Veitsch, 1 981 m
- Windberg, 1 903 m
- Schönhaltereck, 1 860 m
- Ameissbichl, 1 828 m
- Donnerwand, 1 799 m
- Göller, 1 766 m
- Rauschkogel, 1 720 m
- Tonion, 1 699 m
- Gippel, 1 699 m
- Hohes Waxenegg, 1 647 m
- Grosse Sonnleitstein, 1 639 m

## Géologie
Le massif est constitué de roches du Trias avec de la dolomie du Wetterstein, du calcaire de Hallstatt et des couches de la vallée de la Mürz (calcaire et marne avec foraminifères, brachiopodes et d'autres fossiles)
La partie méridionale appartient à la zone des grauwackes (Paléozoïque récent et Trias inférieur) qui a ici une largeur maximale de 10 km.